# Acalypha capillaris
Acalypha capillaris é uma espécie de flor do gênero Acalypha, pertencente à família Euphorbiaceae.